# Tackåsen
Tackåsen är en skogsfinneby i Orsa finnmark, i landskapet Dalarna och i Ljusdals kommun, Gävleborgs län. Det fanns fem gårdar med djurhållning i Tackåsen, varav en inte längre återstår. År 1925 byggde skogsbolaget Ljusne-Woxna AB, den dominerande skogsägaren i området, en skogvaktarebostad i Tackåsen. År 1946 byggdes den senast byggda bostadsbyggnaden i Tackåsen. Som mest var det 55 personer folkbokförda i Tackåsen vid folkräkningen år 1910.
I Tackåsen har Stiftelsen Skandinavisk Björnforskning sitt högkvarter sedan 2006.

## Historia
År 1680 fick skogsfinnen Olov Pålsson från Björkberg, ca 12 kilometer norrut fågelvägen, sitt nedsättningsbrev (tillstånd) för att anlägga en första gård i Tackåsen, som då kallades Takhus. År 1789 etablerades en Tackås fäbod i Tackåsen av bönder från Björkberg. Från 1827 kallades finnbyn för Tackåsen i gamla dokument.
År 1885 fick Tackåsen sin första i sex veckor ambulerande lärarinna. Undervisning för barn i klasserna 1–3 startade i övervåningen för Gubbstugan. 1910 byggdes en skolbyggnad som användes till 1960. För klasserna 4–6 fick barnen undervisas i finnbyn Håven cirka sex kilometer österut fågelvägen.
År 1888 inleds dimensionsavverkning av timmer från Tackåsenområdet med utflottning via den då närmaste flottledsrensade Håvaån mynnande till Voxnan, innebärande delvis motlutstransporter med häst och timmersläde över vattendelaren.
År 1900 byggdes en första väg till Tackåsen från Noppikoski västerut ca 12 km bort. År 1938 byggdes väg österut till Tackåsen från Håven ca 6 km bort. År 1943 byggdes väg norrut anslutande till tidigare anlagd väg mot regleringsdamm för Storhamrasjön, väg från Björkberg och Hamra, ca 21 km bort.
År 1952 drogs elledning till Tackåsen.